# جیمز لانوین
جیمز لانوین (به انگلیسی: James Langevin) نمایندهٔ حوزه انتخابیه دوم رود آیلند از حزب دموکرات ایالات متحده آمریکا در مجلس نمایندگان ایالات متحده آمریکا است که برای نخستین‌بار در ۱۳ ژانویه ۲۰۰۱ میلادی به‌عضویت این مجلس درآمد.